# Belgian Recorded Music Association
Die Belgian Recorded Music Association (BRMA) ist eine belgische Organisation mit der Aufgabe, die Interessen und Rechte der Musikindustrie zu vertreten.

## Organisation
Die Organisation entstand im Februar 2008 als Zusammenschluss der drei Einzelverbände IFPI Belgium (Musikindustrie), Belgian Video Federation (BVF) (Videoindustrie) und Belgian Luxembourg Interactive Software Association (BLISA) (Videospielindustrie) zur Belgian Entertainment Association (BEA). Sie gliederte sich danach in BEA Music, BEA Video und BEA Interactive. Seit 2013 bestand außerdem eine Kollaboration mit der Association Belge de Distributeurs de Films (ABDF), dem Zusammenschluss der belgischen Filmverleihe. Seit 2022 tritt BEA Music wieder selbstständig als Belgian Recorded Music Association (BRMA) auf.
Auf Initiative der BRMA wurde das Non-Profit-Unternehmen Ultratop gegründet, das die offiziellen belgischen Musikcharts herausgibt. Wie zuvor IFPI Belgium und die BEA bildet die BRMA die belgische Landesgruppe der IFPI. Als solche vergibt sie auch die Musikauszeichnungen des Landes. Sie werden seit dem Jahr 1995 vergeben.

## Verleihungsgrenzen der Tonträgerauszeichnungen
Die Verleihungsgrenzen richten sich für die entsprechenden Produkte nach dem Datum der Veröffentlichung, somit wird ein Album aus 1999, welches heute ausgezeichnet wird, für die Verleihungsgrenze aus 1999 ausgezeichnet. Einzige Ausnahme bilden Auszeichnungen für internationale Singles seit dem 1. Juli 2018. Ab diesem Zeitpunkt werden internationale Singles, die bis dato keine Auszeichnung erhielten, ebenfalls mit der aktuellen Verleihungsgrenze ausgezeichnet. Hier erfolgen die Verleihungen fortan nach dem Datum der Verleihung.
Die Verleihungskategorie National wird dabei in folgenden Fällen angewandt:
- der Interpret stammt aus Belgien
- der Liedtext ist größtenteils in Niederländisch verfasst
- der Liedtext ist größtenteils in Französisch verfasst

### Alben
| Auszeichnung | bis 2006 | 2007 bis 31. März 2022 | seit 1. April 2022 |
| ------------ | -------- | ---------------------- | ------------------ |
| Gold         | 15.000   | 10.000                 | 10.000             |
| Platin       | 30.000   | 20.000                 | 20.000             |
| 2× Platin    | 60.000   | 40.000                 | 40.000             |
| …            |          |                        |                    |
| Diamant      | –        | –                      | 200.000            |

| Auszeichnung | bis 2006 | 2007 bis 30. Juni 2017 | 1. Juli 2017 bis 31. März 2022 | seit 1. April 2022 |
| ------------ | -------- | ---------------------- | ------------------------------ | ------------------ |
| Gold         | 25.000   | 15.000                 | 10.000                         | 10.000             |
| Platin       | 50.000   | 30.000                 | 20.000                         | 20.000             |
| 2× Platin    | 100.000  | 60.000                 | 40.000                         | 40.000             |
| …            |          |                        |                                |                    |
| Diamant      | –        | –                      | –                              | 200.000            |

| Auszeichnung | Verkaufseinheiten |
| ------------ | ----------------- |
| Gold         | 10.000            |
| Platin       | 20.000            |
| 2× Platin    | 40.000            |
| …            |                   |

### Singles
| Auszeichnung | bis 2007 | 2008 bis 31. März 2022 | seit 1. April 2022 |
| ------------ | -------- | ---------------------- | ------------------ |
| Gold         | 15.000   | 10.000                 | 10.000             |
| Platin       | 30.000   | 20.000                 | 20.000             |
| 2× Platin    | 60.000   | 40.000                 | 40.000             |
| …            |          |                        |                    |
| Diamant      | –        | –                      | 200.000            |

| Auszeichnung | bis 2007 | 2008 bis 30. Juni 2018 | 1. Juli 2018 bis 31. März 2022 | seit 1. April 2022 |
| ------------ | -------- | ---------------------- | ------------------------------ | ------------------ |
| Gold         | 25.000   | 15.000                 | 20.000                         | 20.000             |
| Platin       | 50.000   | 30.000                 | 40.000                         | 40.000             |
| 2× Platin    | 100.000  | 60.000                 | 80.000                         | 80.000             |
| …            |          |                        |                                |                    |
| Diamant      | –        | –                      | –                              | 400.000            |

### Videoalben
| Auszeichnung | Verkaufseinheiten |
| ------------ | ----------------- |
| Gold         | 15.000            |
| Platin       | 30.000            |
| …            |                   |
| Diamant      | 50.000            |

| Auszeichnung | Verkaufseinheiten |
| ------------ | ----------------- |
| Gold         | 7.500             |
| Platin       | 15.500            |
| …            |                   |
| Diamant      | 25.500            |

| Auszeichnung | Verkaufseinheiten |
| ------------ | ----------------- |
| Gold         | 25.000            |
| Platin       | 50.000            |
| …            |                   |
| Diamant      | 100.000           |